# Okres Sejny
Okres Sejny (polsky Powiat sejneński) je okres v polském Podleském vojvodství u hranic s Litvou a Běloruskem Rozlohu má 856,07 km² a v roce 2019 zde žilo 19 914 obyvatel. Sídlem správy okresu je město Sejny.

## Gminy
Městská:
- Sejny

Vesnické:
- Giby
- Krasnopol
- Puńsk
- Sejny

## Město
- Sejny